# HTC One M9
El HTC One M9 es un teléfono inteligente de Android fabricado por HTC. Es la tercera generación de la línea One, que fue presentado oficialmente en una rueda de prensa en el Congreso Mundial Móvil el 1 de marzo de 2015, y fue puesto a disponibilidad en varios países el 10 de abril de 2015. Es el sucesor del HTC One M8.

## Especificaciones
El diseño del HTC One M9 es similar a su predecesor, exceptuando que este es ligeramente más estrecho y más grueso. Presenta un procesador Qualcomm Snapdragon 810 de ocho núcleos con 3 GB de RAM, una pantalla de 5-pulgadas con una resolución de 1080p, y 32 GB de almacenamiento interno (casi 9 GB están reservados para el sistema operativo). El sensor de imagen UltraPixel (que tiene pixeles más grandes en su sensor, pero sacrifica el tamaño de la imagen para mejorar su desempeño en condiciones de luz bajas) que se encontraba en la cámara principal de su antecesor, fue movido a la parte frontal, dejando a la cámara principal con un nuevo sensor más tradicional de 20 megapixeles, soportando la captura de vídeo en 4K. El sensor con profundidad del modelo anterior (M8) no fue incorporado en el nuevo dispositivo. Los altavoces frontales "BoomSound" del M9 ahora usan la tecnología de Dolby Audio.
El HTC One M9 incorpora el más reciente sistema operativo Android 5.0 "Lollipop" con HTC Sense 7.